# Tatra T2
Tatra T2 (původně T II) je typ československé tramvaje vyráběné podniky Tatra Smíchov a ČKD Stalingrad v letech 1955–1962. Ve výrobě byl nahrazen typem Tatra T3. Poslední modernizované vozy T2R byly z pravidelného provozu vyřazeny v roce 2018 v Liberci.
Od roku 2020 jsou dva vozy T2R v Praze vypravovány na pravidelnou retrolinku linku 23, v Brně bývá od roku 2017 jeden vůz T2 vypravován na běžnou linku 10.

## Konstrukce
Konstruktéry vozové části tramvaje T2 byli V. Mareš, M. Somrauer a J. Císař, konstrukci elektrické výzbroje TR36 vedl Vladimír Zouhar a vnější vzhled pochází od Františka Kardause.
T2 vychází ze svého předchůdce, tramvaje Tatra T1, a je dalším členem typové řady tramvají odpovídajících americké koncepci PCC. To znamená, že jde o jednosměrný jednočlánkový motorový tramvajový vůz se dvěma dvounápravovými podvozky a podlahou v jedné úrovni, určený pro provoz sólo nebo v soupravě shodných spřažených vozů, bez vlečného vozu (dobově někdy označován jako „velkoprostorový vůz“). Všechna dvojkolí jsou poháněna stejnosměrnými elektromotory se sériovým buzením. Motory jsou v podvozku umístěny podélně a pohánějí dvojkolí přes kloubový hřídel a kuželovou převodovku konstruovanou s ohledem na nízký vyzařovaný hluk. Hluk jízdy snižují také pryžové vložky v kolech.
Vozová skříň se oproti T1 prodloužila, rozšířila a vzhledově přiblížila původním tramvajím koncepce PCC. Na pravé straně vozové skříně má troje skládací elektricky poháněné dveře (v provedení T2SU pouze dvoje – prostřední byly vynechány). Uspořádání vozu předpokládalo usměrněný pohyb cestujících, tedy nástup předními dveřmi, odbavení u pevného stanoviště průvodčího a výstup středními nebo zadními dveřmi (k tomu vybízely nápisy „Postupte dále do vozu“). Místa k sezení tvořily (od druhého prototypu; první měl ještě podélné lavice jako T1) polstrované koženkové sedačky v příčném uspořádání 1+2. Okna byla u prvních sérií stahovací pomocí kličky, u pozdějších byla horní část výklopná dovnitř. Od 70. let ovšem T2 jezdily stejně jako jiné tramvaje v samoobslužném režimu bez průvodčího a s povoleným nástupem i výstupem všemi dveřmi.
Tramvaje jsou vybaveny elektrickou odporovou výzbrojí typu TR36, jejímž ústředním prvkem je zrychlovač, sdružující funkci mnohostupňového rozjezdového a brzdového odporníku a zpětnovazebního regulátoru proudu. Napájecí napětí činilo pro výzbroj 600 V stejnosměrného proudu; standardní provoz je s normální polaritou (+ v troleji, – v koleji), podle požadavků dopravních podniků lze vozy upravit i na obrácenou polaritu (Brno, Ostrava, Košice). Vozy T2 byly standardně dodávány s tyčovým sběračem proudu v trolejbusovém provedení (tj. s otočnou botkou) s úpravou pro přímý směr (pružiny).
Jízdu a brzdu ovládá řidič pravou nohou pomocí dvou pedálů - vpravo je jízdní, vlevo brzdový; levá noha spočívala na tzv. šlapce bdělosti. Úhlem sešlápnutí jízdního pedálu volí řidič hodnotu rozjezdového proudu v pěti stupních a tím, v závislosti na obsazení vozu a sklonu trati, hodnotu zrychlení - pro prázdný vůz na vodorovné trati jsou to hodnoty od 0,6 ms−2 do 1,8 ms−2.
Brzdění je ovládáno levým pedálem. Provozní brzda je elektrodynamická (EDB), řízená zrychlovačem rovněž v pěti proudových stupních. Je-li brzdová šlapka překlopena do parkovací polohy, vůz dobrzďuje do zastavení pomocí parkovacích čelisťových brzd působících na buben upevněný na hřídeli každého motoru. Řidič může zaparkování předvolit a vůz automaticky zaparkuje, jakmile snížením rychlosti pod asi 3 až 5 km/h pomine účinek EDB; současné působení obou brzd regulace vylučuje a zároveň zajišťuje, že při selhání EDB čelisťové brzdy brzdí v jakékoliv rychlosti. V nejnižších polohách brzdového pedálu účinkuje nouzová kolejnicová brzda s elektromagnety, a to všechny čtyři trámce ve dvou proudových stupních.
V tramvaji není použito žádné pomocné médium typu hydrauliky nebo stlačeného vzduchu. Nepřímé ovládání elektrické výzbroje (relé, stykače, pohon zrychlovače, ...), parkovací brzda, kolejnicová brzda i všechny doplňkové funkce (již zmíněné dveře, vnější osvětlení, nouzové osvětlení, výstražný zvonec a další), to vše je řešeno elektrickými přístroji na pomocné napětí 24 V, které je získáváno rotačním motorgenerátorem doplněným akumulátorovou baterií.
Na obou koncích hřídele motorgenerátoru jsou nasazeny ventilátory, které zajišťují chlazení trakčních motorů a zrychlovače. Motorgenerátor běží při zapnutém řízení vozu trvale.
Většina vozů byla vybavena již z výroby standardní zásuvkou mnohočlenného řízení (až 6 vozů) umístěnou asymetricky k čelu (z čelního pohledu vlevo) opět vzhledem ke stahováku tyčového sběrače. První série tohoto vozu měly tuto zásuvku krytou dvoudvířkovým do stran se otvírajícím systémem. Další série již měly vzhůru výklopná dvířka. Vozy byly vybaveny jedním předním reflektorem a v provozu byly často upravovány na provedení se dvěma reflektory.
Do tohoto typu tramvaje je možno montovat podvozky jak pro normální rozchod kolejí 1435 mm resp. ruský rozchod 1524 mm, tak i pro úzký rozchod 1000 mm nebo pro jiné, nestandardní rozchody podle požadavků dopravních podniků.
Prodloužením a rozšířením skříně oproti T1 nastal nárůst hmotnosti o cca 1,6 tuny. To působilo mnohým dopravním podnikům potíže, a proto se při vývoji následujícího typu T3 pozornost konstruktérů soustředila na odlehčení skříně, která byla zcela přepracována.

## Prototypy

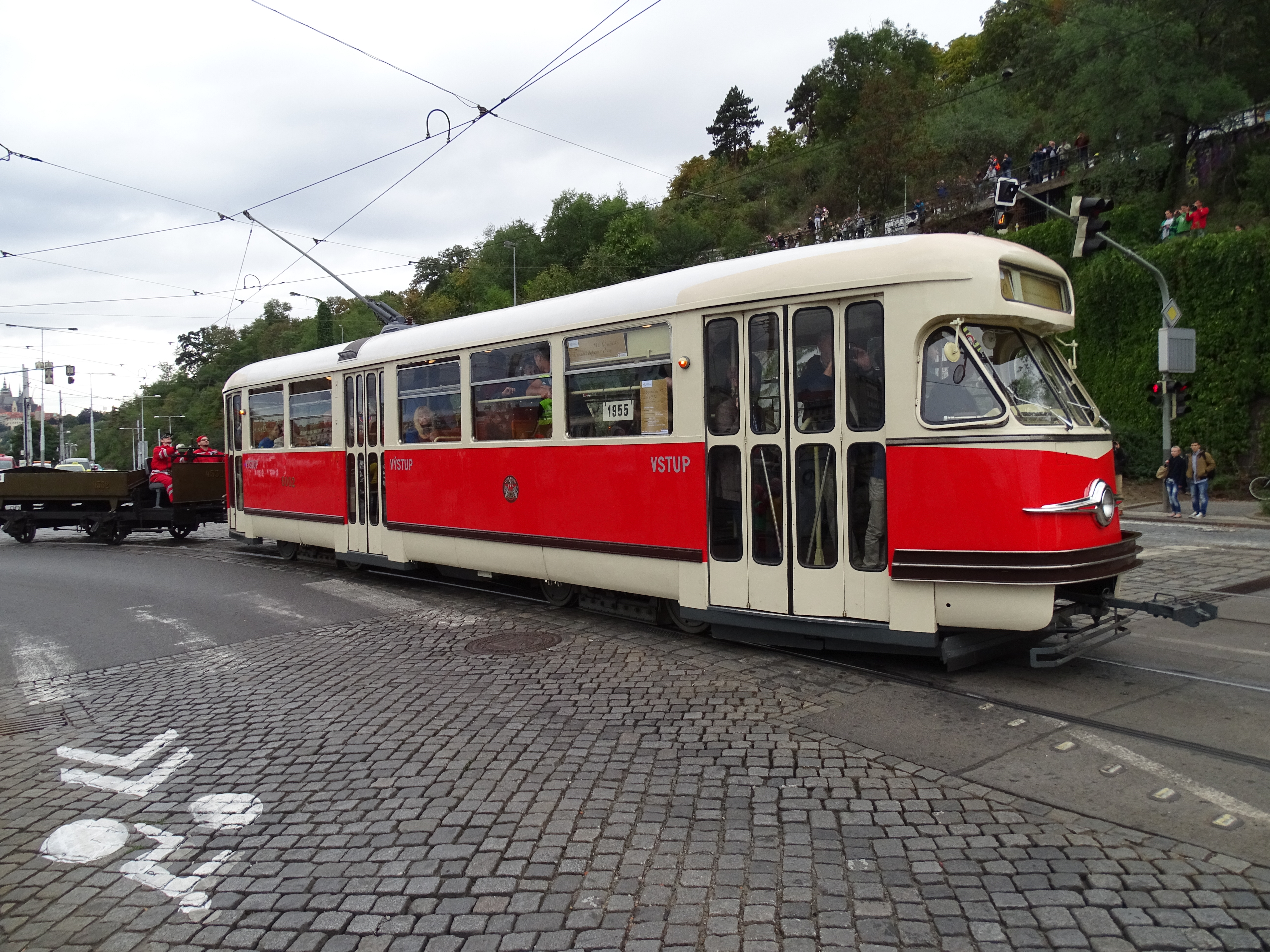
Muzejní prototypová tramvaj Tatra T2 v Praze

Na přelomu let 1954 a 1955 byly vyrobeny první dva vozy typu T2. Oba od roku 1955 jezdily ve zkušebním provozu v Praze (první prototyp označen evidenčním číslem 6001, druhý obdržel ev.č. 6002). Vůz ev.č. 6001 byl v Praze v provozu do roku 1964, kdy byl předán do Olomouce, kde byl pod evidenčním číslem 115 v provozu do roku 1985, kdy byl i přes veškerou snahu tamních tramvajových nadšenců s ostatními olomouckými vozy typu T2 vyřazen a zlikvidován.
Druhá prototypová tramvaj ev. č. 6002 byla již v roce 1956 kvůli zkouškám předána na úzkorozchodnou tramvajovou síť do Liberce, jednalo se o první tramvaj typu T nasazenou na úzkorozchodnou trať. O rok později byl vůz převezen do Bratislavy. Tam jezdil v pravidelném provozu do roku 1977, kdy byl předán pražskému Muzeu MHD. Rekonstrukce tramvaje se dlouho vlekla, do původního stavu byl vůz uveden až v roce 1999. Zajímavostí je, že ve všech městech jezdil s původním pražským evidenčním číslem 6002.

## Rekonstrukce a modernizace

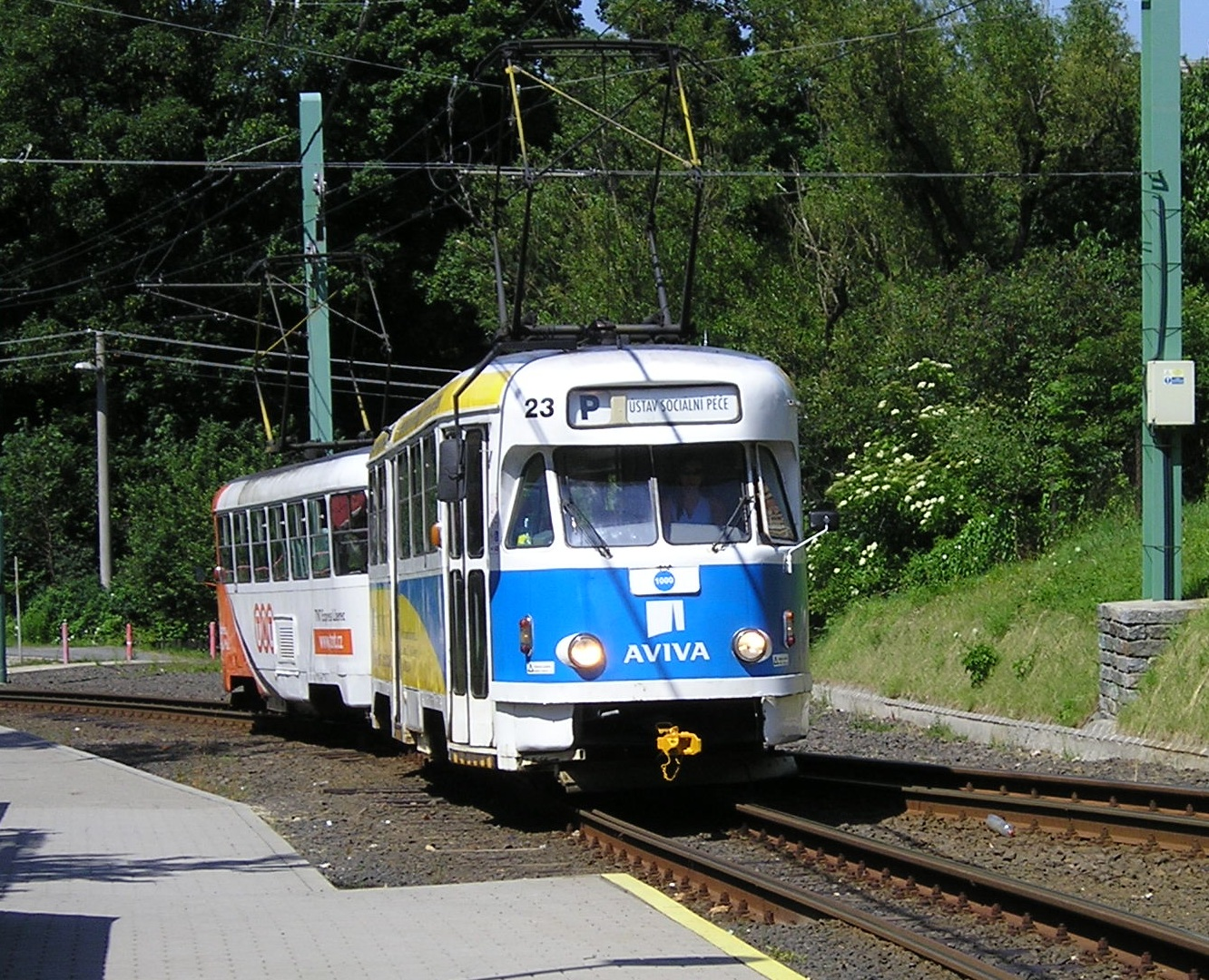
Rychlost jízdy vzad není oproti jízdě vpřed nijak technicky omezena. Provizorní řešení obousměrné soupravy spojením vozů zadními čely k sobě (v hantýrce „PX“). (Liberec, T2R)

Tyčové sběrače byly všeobecně nahrazeny pantografovými.
Další úpravy doznaly vozy v souvislosti se zahájením samoobslužného provozu. V Brně byla v 70. letech odstraněna pokladna a redukován počet sedaček na uspořádání 1+1 po vzoru vozů T3, ale sedačky zůstaly koženkové polstrované.
Hlubší rekonstrukce zahrnovala též úpravu elektrické výzbroje na provedení TR37 jako u typu T3, použití elektronických prvků a informačního systému. Tyto vozy obdržely také dva světlomety a jsou označovány Tatra T2R.

## Dodávky tramvají

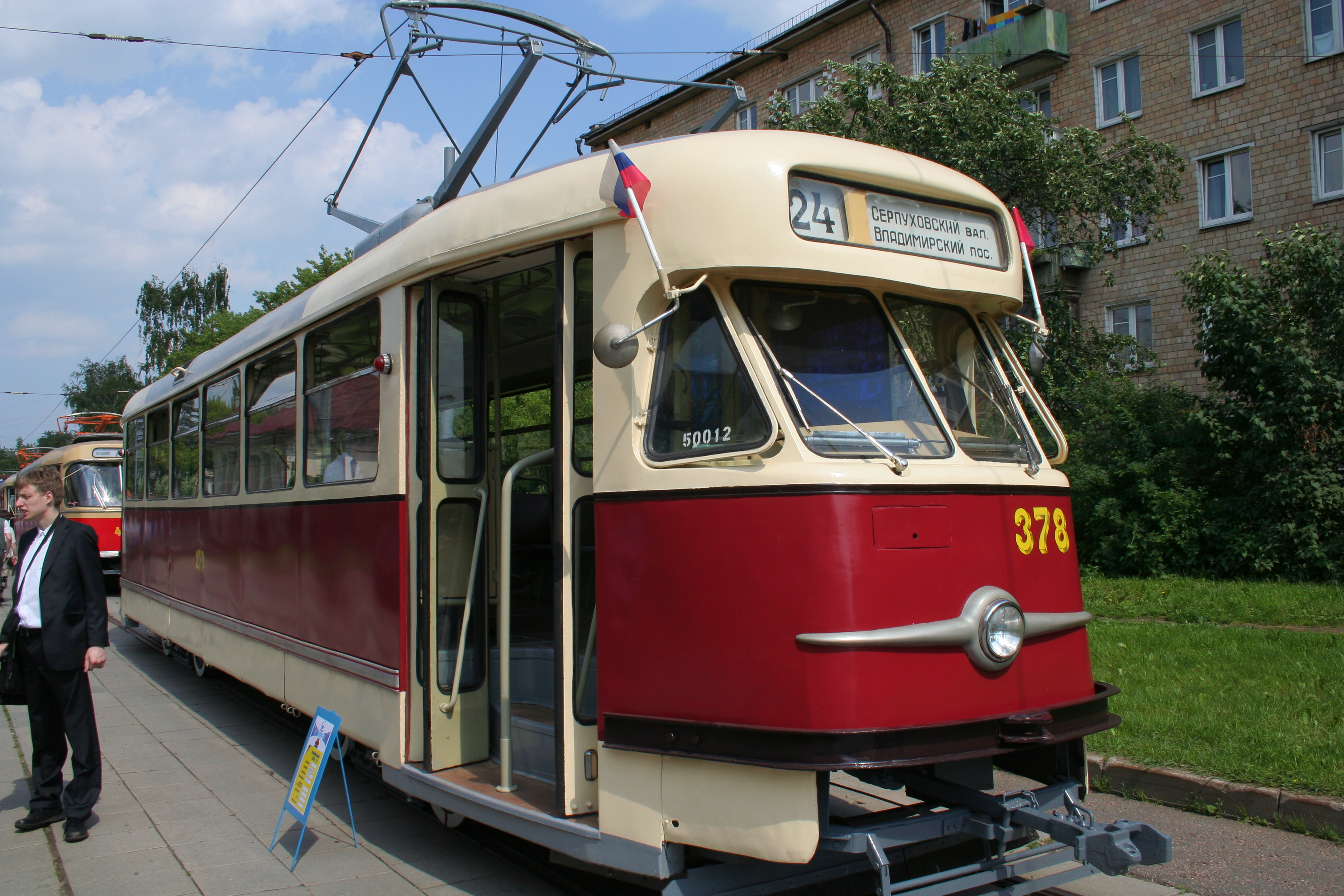
Historická tramvaj T2 v Moskvě

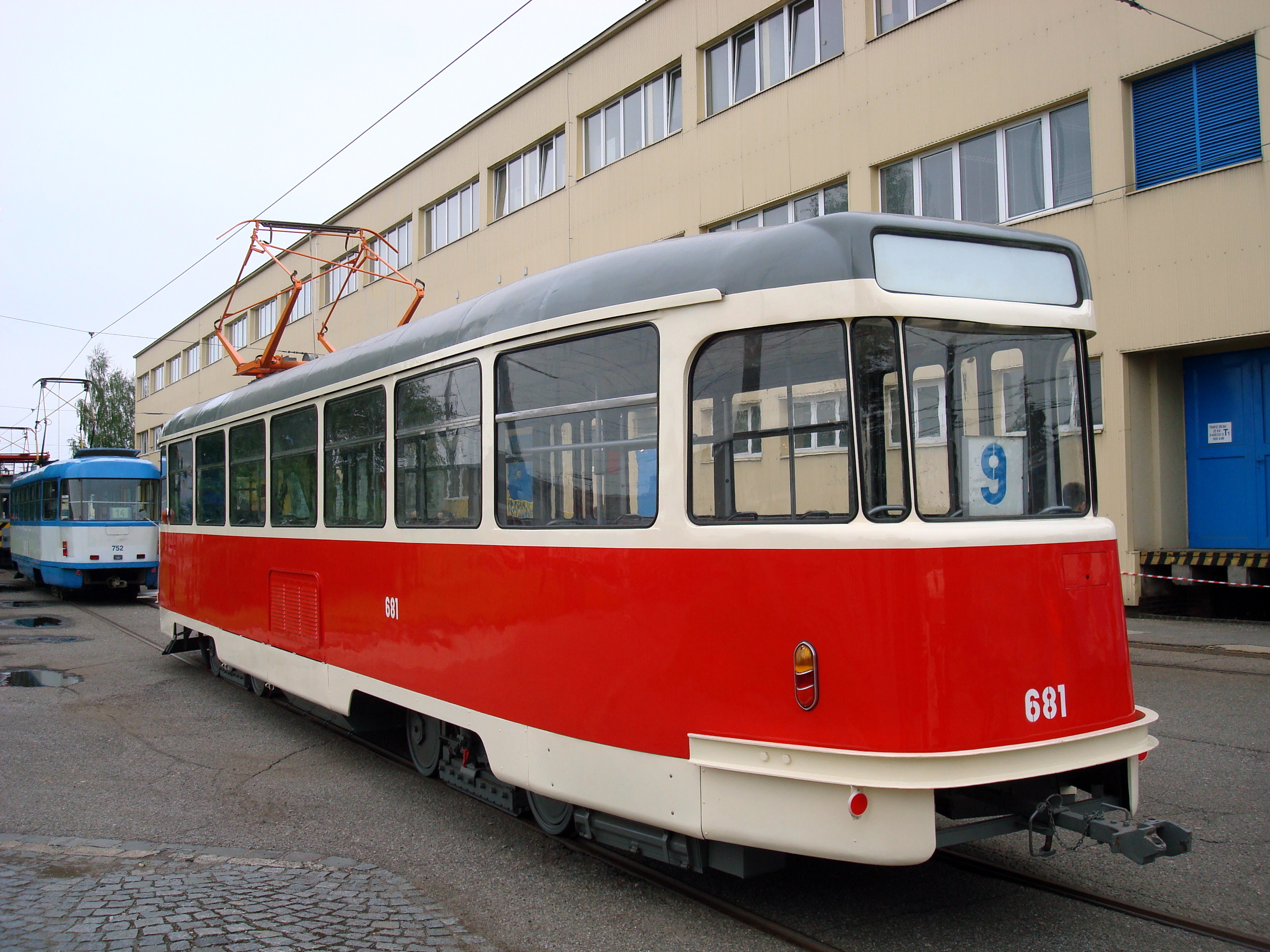
Levý bok a zadní část ostravského historického vozu T2

V letech 1955–1962 bylo vyrobeno 771 vozů, které byly dodány do Československa a Sovětského svazu.
| Současný stát | Město           | Článek | Typ  | Roky dodávek | Počet vozů | Evidenční čísla při dodání | Poznámky                   | Zdroj  |
| ------------- | --------------- | ------ | ---- | ------------ | ---------- | -------------------------- | -------------------------- | ------ |
| Česko         | Brno            | článek | T2   | 1957–1962    | 94         | 401–494                    |                            | [ 11 ] |
| Česko         | Liberec         | článek | T2   | 1959–1961    | 14         | 10–23                      |                            | [ 12 ] |
| Česko         | Most – Litvínov | článek | T2   | 1961–1962    | 36         | 235–270                    |                            | [ 13 ] |
| Česko         | Olomouc         | článek | T2   | 1960–1961    | 4          | 111–114                    |                            | [ 14 ] |
| Česko         | Ostrava         | článek | T2   | 1958–1962    | 100        | 600–699                    |                            | [ 15 ] |
| Česko         | Plzeň           | článek | T2   | 1960–1962    | 26         | 134–159                    |                            | [ 16 ] |
| Česko         | Praha           | článek | T2   | 1955         | 2          | 6001, 6002                 | prototypy                  | [ 17 ] |
| Česko         | Ústí nad Labem  | článek | T2   | 1960–1962    | 18         | 151–168                    |                            | [ 18 ] |
| Rusko         | Jekatěrinburg   | článek | T2SU | 1958–1962    | 65         | 301–367                    | vynechána čísla 351 a 352  | [ 19 ] |
| Rusko         | Moskva          | článek | T2SU | 1959–1962    | 180        | 301–480                    |                            | [ 20 ] |
| Rusko         | Petrohrad       | článek | T2SU | 1959         | 2          | 1001, 1003                 |                            | [ 19 ] |
| Rusko         | Rostov na Donu  | článek | T2SU | 1958–1959    | 40         | 321–360                    |                            | [ 19 ] |
| Rusko         | Samara          | článek | T2SU | 1958–1962    | 43         | 501–542                    | číslo 528 obsazeno dvakrát | [ 20 ] |
| Slovensko     | Bratislava      | článek | T2   | 1959–1962    | 66         | 201–266                    |                            | [ 21 ] |
| Slovensko     | Košice          | článek | T2   | 1958–1962    | 31         | 212–242                    |                            | [ 22 ] |
| Ukrajina      | Kyjev           | článek | T2SU | 1960–1962    | 50         | 5002–5051                  |                            | [ 23 ] |

Pražský dopravní podnik měl pro rok 1957 objednáno 5 kusů tramvají T2, ty však nebyly vzhledem k nedostačujícím kapacitám výrobního závodu dodány.
Poslední tramvaje tohoto typu jezdily v běžném provozu do 17. listopadu 2018 v Liberci. Šlo o dva zmodernizované vozy T2R převzaté z Ostravy. Ty odkoupil pražský dopravní podnik a po 2leté rekonstrukci je začal opět používat v pravidelném provozu jako nostalgické tramvaje (nejprve na lince 2, a po jejím obnovení na nostalgické lince 23).

## Historické vozy
| Původní provoz | Evidenční číslo | Současný majitel              | Typ  | Rok výroby | Historický od roku       | Poznámky                                                             | Zdroj                |
| -------------- | --------------- | ----------------------------- | ---- | ---------- | ------------------------ | -------------------------------------------------------------------- | -------------------- |
| Bratislava     | 215             | DPB                           | T2   | 1959       | zač. 90. let 20. století |                                                                      | [ 26 ]               |
| Brno           | 473             | TMB                           | T2   | 1961       | 1988                     |                                                                      | [ 27 ]               |
| Brno           | 1435            | DPMB                          | T2   | 1959       | 2017                     |                                                                      | [ 3 ]                |
| Jekatěrinburg  | 359             | EMUP „TTU“ (dopravní podnik)  | T2SU | 1962       | 1998                     |                                                                      | [ 28 ]               |
| Moskva         | 378             | Mosgortrans (dopravní podnik) | T2SU | 1960       | 90. léta 20. století     |                                                                      | [ 29 ]               |
| Ostrava        | 17              | DPMLJ                         | T2R  | 1961       | 2012                     | vůz pronajat Boveraclubu, v Ostravě ev. č. 640, v Liberci ev. č. 213 | [ 30 ] [ 31 ]        |
| Ostrava        | 133             | PMDP                          | T2R  | 1958       | 2007                     | upraven do podoby T2, v Ostravě ev. č. 612, v Liberci ev. č. 23      | [ 32 ] [ 31 ]        |
| Ostrava        | 212             | DPMK                          | T2   | 1960       | 2001                     | v Ostravě ev. č. 619                                                 | [ 33 ] [ 31 ]        |
| Ostrava        | 681             | DPO                           | T2   | 1961       | 1998                     |                                                                      | [ 34 ] [ 31 ]        |
| Ostrava        | 6003            | DPP                           | T2R  | 1958       | 2018                     | upraven do podoby T2, v Ostravě ev. č. 613, v Liberci ev. č. 26 a 18 | [ 35 ] [ 36 ] [ 31 ] |
| Ostrava        | 6004            | DPP                           | T2R  | 1962       | 2018                     | v Ostravě ev. č. 694, v Liberci ev. č. 27 a 19                       | [ 37 ] [ 36 ] [ 31 ] |
| Praha          | 6002            | DPP                           | T2   | 1955       | 1977                     |                                                                      | [ 38 ]               |
| Ústí nad Labem | 152             | DPmML                         | T2R  | 1960       | 2023                     | v Ostravě ev. č. 594, v Liberci ev. č. 21                            | [ 39 ]               |